# Левинсон, Сэм
Сэм Левинсон (род. 8 января 1985, США) — американский кинорежиссёр, сценарист, продюсер и актёр. Сын режиссёра Барри Левинсона. Наиболее известен как создатель сериала «Эйфория».

## Семья
Родился в семье режиссёра еврейского происхождения имеющего русские корни отца Барри Левинсона и художника-постановщика рекламных роликов матери Дайаны Роудс. Брат — актёр Джек Левинсон.
Женат на актрисе Эшли Лент Левинсон.

## Фильмография
| Год  |   | Русское название        | Оригинальное название | Роль                          |
| ---- | - | ----------------------- | --------------------- | ----------------------------- |
| 2009 | ф | Адский эндшпиль         | Rogues Gallery        | сценарист                     |
| 2011 | ф | Родственнички           | Another Happy Day     | режиссёр, сценарист           |
| 2017 | ф | Лжец, Великий и Ужасный | The Wizard of Lies    | сценарист                     |
| 2018 | ф | Нация убийц             | Assassination Nation  | режиссёр, сценарист           |
| 2019 | с | Эйфория                 | Euphoria              | режиссёр, сценарист, продюсер |
| 2020 | ф | Фрагменты женщины       | Pieces of a Woman     | исполнительный продюсер       |
| 2021 | ф | Малькольм и Мари        | Malcolm & Marie       | режиссёр, сценарист, продюсер |
| 2022 | ф | X                       | X                     | исполнительный продюсер       |
| 2022 | ф | Глубокие воды           | Deep Water            | сценарист                     |
| 2022 | с | Ирма Веп                | Irma Vep              | исполнительный продюсер       |
| 2022 | ф | Пэрл                    | Pearl                 | исполнительный продюсер       |
| 2023 | с | Кумир                   | The Idol              | режиссёр, сценарист, продюсер |

### Актёр
- 2001 — Бандиты — Билли Сондерс
- 2008 — Однажды в Голливуде — Карл
- 2009 — Стоик: Выжить любой ценой — Питер Томпсон

## Награды и номинации
- 2011 — Фестиваль «Сандэнс» — премия за работу сценариста имени Валдо Солта — за фильм «Родственнички»[7]
- 2023 — Премия Гильдии режиссеров США — лучший режиссёр драматического сериала — за пятый эпизод второго сезона «Эйфории» «Замри, как колибри»[8]